# Иканде, Гармони
Гармони Иканде (англ. Harmony Ikande; род. 17 сентября 1990, Кано) — нигерийский футболист, полузащитник и нападающий.

## Клубная карьера
Родился 2 сентября 1990 года в городе Кано. Воспитанник футбольной академии итальянского «Милана».
Во взрослом футболе дебютировал в 2010 году выступлениями на условиях аренды за команду клуба «Монца», в которой принял участие только в 5 матчах чемпионата. К 2011 году играл также на арендных условиях за «Поджибонси» (Италия) и «Эстремадура» (Испания).
С 2011 года один сезон защищал цвета команды венгерского «Гонведа», за главную команду которого провел всего две игры. В 2012 году перебрался в Израиль, где защищал цвета сначала «Бейтара» (Иерусалим), а затем ашкелонского «Хапоэля».
К составу ужгородской «Говерлы» присоединился летом 2013 года. Дебютировал за украинский клуб 17 августа 2013 года в игре против харьковского «Металлиста». За две недели, 31 августа, отметился дебютным голом в украинском первенстве, забив единственный мяч своей команды в проигранной со счетом 1:2 игре против полтавской «Ворсклы».
За первые полгода провел 10 матчей в чемпионате и забил один гол, но зимой исчез из команды, пропустив все три зимних сбора команды. По прибытии в расположение клуба в марте 2014 года футболист был выгнан из команды по причине несоблюдения режима.
После окончания сезона 2013/14 Гармони вернулся в Израиль, где стал выступать за «Хапоэль» (Тель-Авив).

## Выступления за сборные
С 2009 года привлекался в состав молодёжной сборной Нигерии. На молодёжном уровне сыграл в 2 официальных матчах.
В 2011 году дебютировал в официальных матчах в составе национальной сборной Нигерии. Сейчас провел в форме главной команды страны одну игру.